# Onychaspidium flavipes
Onychaspidium flavipes är en tvåvingeart som först beskrevs av Oswald Duda 1930.  Onychaspidium flavipes ingår i släktet Onychaspidium och familjen fritflugor. Inga underarter finns listade i Catalogue of Life.